# Типографский лист
Типогра́фский лист (печатный лист, или машинный лист, или типографский марочный лист) (англ. plate, printing sheet, нем. Druckbogen) — лист с оттисками почтовых марок или, точнее, с марочными местами, который непосредственно печатается в типографии при изготовлении марок. Для продажи на почте разрезается в типографии на части-секторы.
Важным признаком типографского листа как филателистического термина является то, что он целиком в продажу не поступает. Полный типографский лист или его часть, на которой остались два или более сектора, которые все-таки поступили в продажу, вполне разумно также назвать типографскими листами, хотя они могут иметь и другие названия.
На иллюстрации ниже[≡] показан скан реального типичного типографского листа с секторами и с дорожками.

## Производство типографских и марочных листов
Немного более подробно, типографский лист — это неперфорированный или перфорированный (в случае марок с зубцами) типографский оттиск печатной формы на большом листе бумаги с нанесенным на обороте клеем.
Для печати типография закупает бумагу в больших рулонах, которые в процессе печатания и разрезаются на типографские листы. При этом при печатании на ротационных машинах рулон бумаги разрезается на типографские листы после печати, а при печатании же на плоскопечатных машинах — заранее.
Как правило, типографские листы имеют очень большой размер — до 4000—5000 и более марочных мест, и работа с ними затруднена. Поэтому на печатной форме будущие марки часто располагаются секторами, между которыми имеются чистые полоски для разрезания (дорожки, или гаттеры).

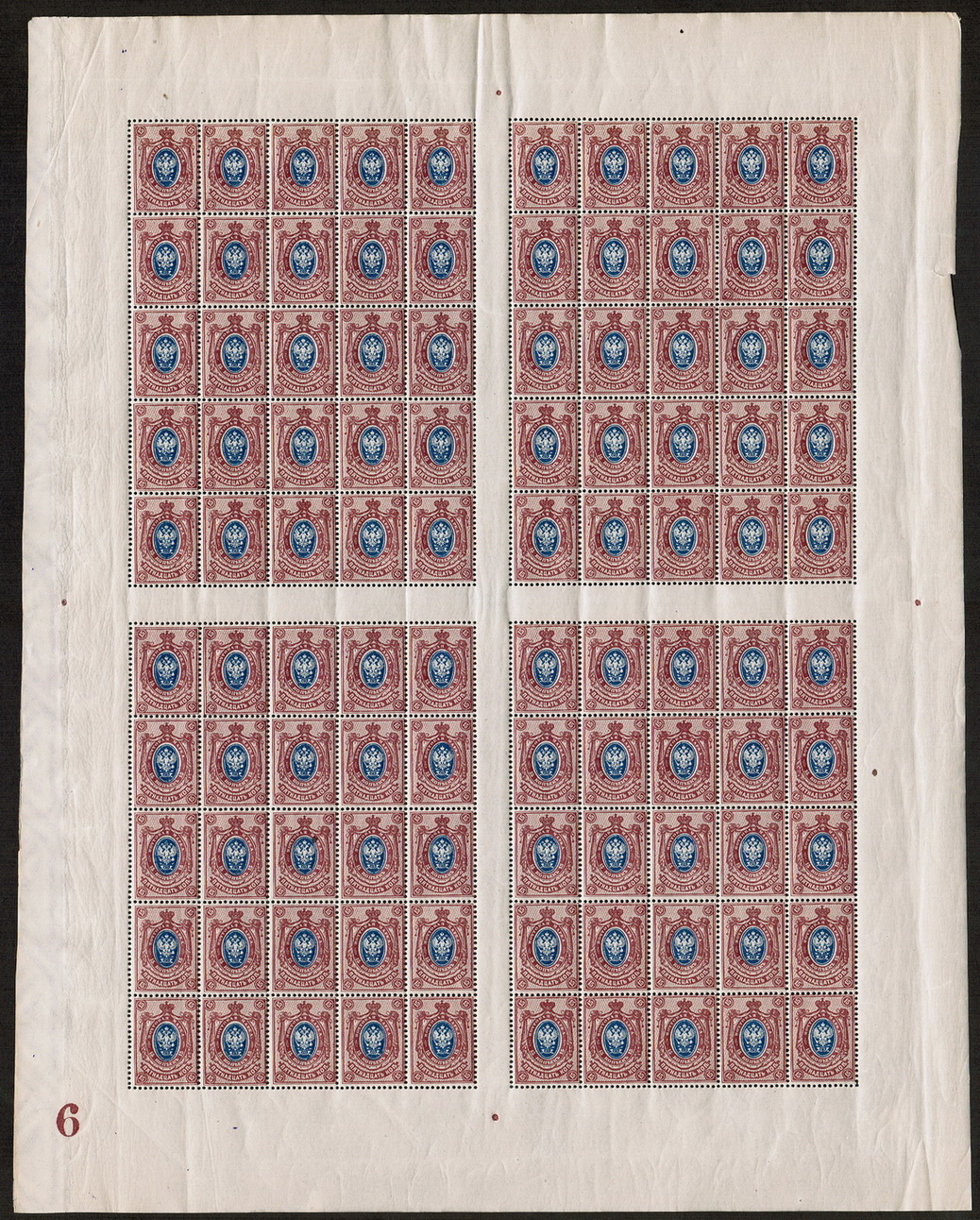

На иллюстрации справа[≡] показан скан реального типографского листа (5 × 5 + 5 × 5 + 5 × 5 + 5 × 5), выпущенного в 1918 или 1919 году с перегравированной маркой (Ляпин #16) (Mi #71 II A d) увеличенного размера (размер рисунка марки 16,75 × 22,75 мм, расстояние между соседними рисунками на листе 1,5 мм). Как поступивший в продажу является большим типографским листом.
Максимальный размер типографского листа неизвестен. Если размер типографского листа может быть 4000—5000 и более марочных мест, то тогда максимальное количество секторов в таких листах можно оценить следующим образом:
- в 5—10 для марочных листов: максимальный размер марочного листа 480 (см. ниже) и чем больше марочный лист, тем меньше их в листе при печати на листовых ротационных машинах, поскольку размеры листового полотна при такой печати ограничены;
- в 10—20 для марочных рулонных полосок: минимальная длина рулонной полоски примерно 500 (см. ниже) и количество марочных рулонных полосок не зависит от их длины при печати на рулонных ротационных машинах, поскольку размеры листового полотна при такой печати практически не ограничены.

Для удобства продажи в магазинах и почтовых отделениях типографский лист после изготовления разрезается на 2—4—6 и т. д. секторов. Секторы, имея существенно меньший размер, чем целый типографский лист, также удобны и для транспортировки, складирования, учёта и использования.
Авторы отмечают тенденцию к уменьшению размеров секторов обычных типографских листов (см. ниже), вероятно, из-за удобства обращения с ними.
Типографские листы могут быть следующих трёх видов в зависимости от того, на какие части они будут разрезаны, то есть для каких целей они были напечатаны.
1. Обычный типографский лист (секторы — марочные листы).
2. Лист с тетрадными секторами (секторы — листки буклетов).
3. Ротационный (рулонный) лист (секторы — рулонные полоски).

Эти и другие части типографских листов являются специальными объектами филателистического коллекционирования. В соответствующих контекстах все виды типографских листов и их части могут быть названы просто листами. Ниже каждый из видов типографских листов рассмотрен более подробно.

## Обычный типографский лист

### Описание листа
Марочный лист — сектор типографского марочного листа, на которые он разрезается в типографии, предназначенный для работы почты.
Подавляющее большинство типографских листов разрезается в типографии на сектора — марочные листы. Такие листы естественно назвать обычными типографскими листами.
Опишем процесс разрезания листов на марочные листы более подробно. При разрезании в типографии обычного типографского листа на марочные листы последние складываются в пачки, которые складируются, а затем отсылаются для реализации населению и организациям в почтовые отделения, магазины и т. д. В 1960—1980-х годах такие пачки составлялись из 100 марочных листов (в обиходе просто листов), причем 10 пачек обёртывали бумагой и запечатывали, получался «кубик» из 1000 листов, который и отправлялся на склад. Уложенные в пачку марочные листы называются листовым выкладом; при этом, если листы сохли слишком медленно, то невысохшие краски вызывают на обороте листов, лежащих сверху, отмарывание (точнее, перетискивание изображения).

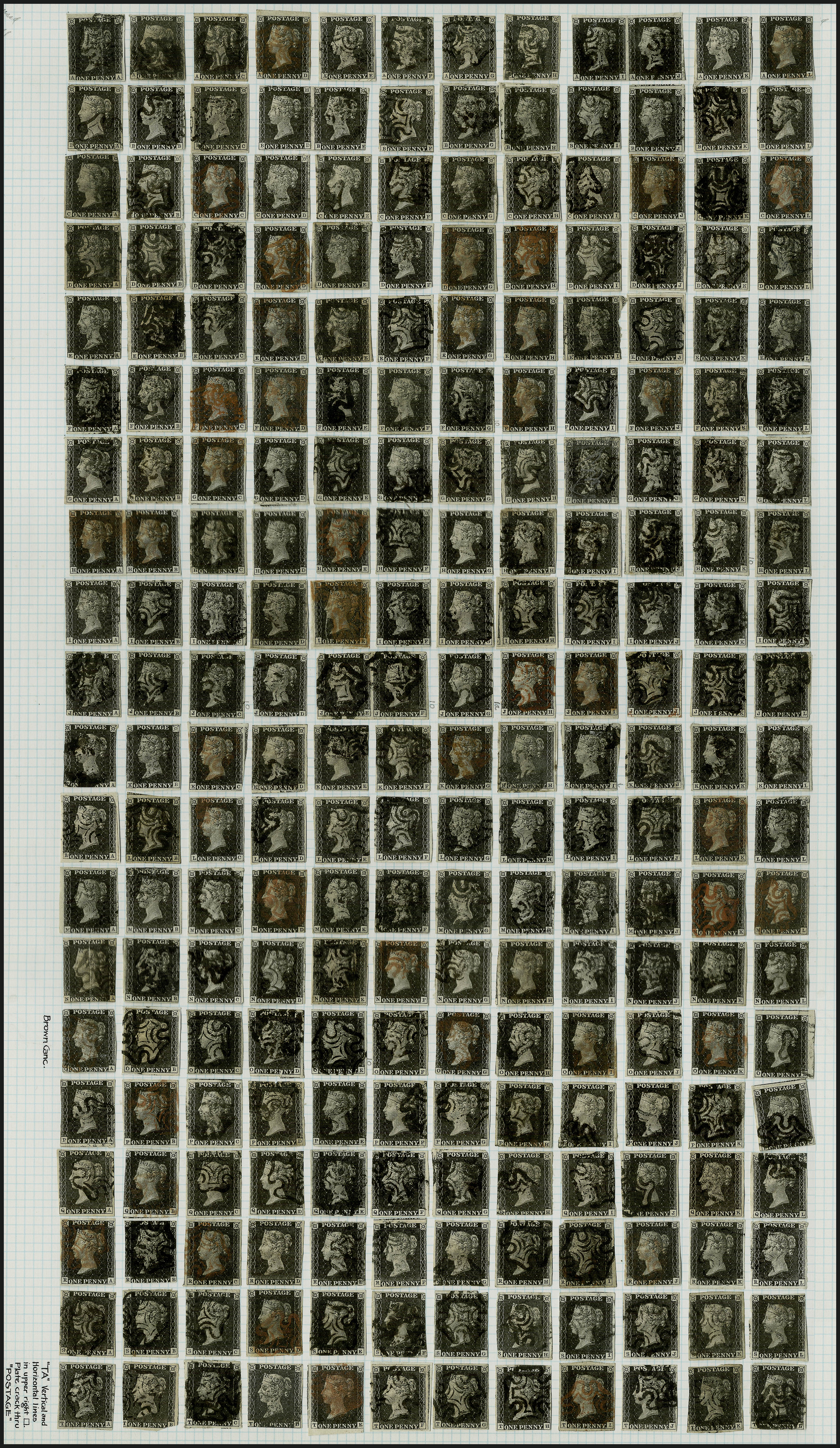

Появление первого в мире типографского листа совпадает с выпуском первой в мире почтовой марки — «Чёрного пенни» (Mi #1) 6 мая 1840 года. На этом листе было 240 марок, 20 рядов по 12 штук (величина листа 240 (12 × 20)). На иллюстрации справа[≡] показан плакированный, то есть реконструированный из отдельных марок, лист с «Чёрным пенни». В данном случае плакирование вполне возможно, поскольку на марках «Чёрный пенни» стоят специальные буквы-координаты. Этот типографский лист состоит из одного сектора — марочного листа, и здесь понятия типографский лист и марочный лист совпадают.
Сейчас обычный типографский лист редко совпадает с обычным марочным листом, а в XIX веке типографские листы были одновременно марочными листами довольно часто.

### Размеры листа
Геометрический вид и размер обычного типографского листа определяется величиной печатной формы типографской машины. Точнее, вид и размер типографского листа зависит от связанных между собой факторов: формы и величины самой марки, а также способа печати и вида перфорации. При каждом виде перфорации используется соответствующая машина, от которой, в основном, и зависит геометрия и величина типографского листа.
Формат обычного типографского листа (определяемый его геометрией) отличается от величины листа, которая определяется числом марок (или марочных мест) в нём, их видом и расположением. В связи с таким разнообразием существуют разные способы, изложенные ниже, которые используются для того, чтобы измерить лист. Если типографский лист состоит из одного марочного, то размеры марочного листа и являются размерами типографского.
- Формат — геометрический размер обычного типографского листа, определяемый его геометрией, — ширина на высоту в миллиметрах[13].

С определением формата типографских листов имеются определённые трудности. Считается, что реальный типографский лист филателисты не видели, поэтому в филателии появилось отдельное направление по реконструкции современных типографских листов на основе имеющихся их частей — марочных листов.
- Величина — количество марочных мест в листе[6][14]. Иногда величину называют также форматом[4].
  - Обычно величина записывается одним числом и является признаком типографского листа. Величина наибольшего типографского листа неизвестна. С формальной точки зрения, типографским листом наименьшей величины является почтовый блок с одной почтовой маркой. Типографский лист из одного марочного наибольшей величины, известный в настоящее время, был эмитирован в Великобритании в 1870 году: в него входило 480 марок[6].
  - Другое представление величины типографского листа — в виде количества его марочных листов, умноженных на количество марок в одном марочном листе: количество марок по горизонтали (в рядах), умноженного на количество марок по вертикали (число рядов). Применяется к типографским листам, имеющим больше одного марочного листа. Часто величины типографского листа выражаются в смешанном виде — с одновременным указанием обеих величин.
- Примеры. Величина типографского листа может быть представлена в каталогах самыми разными способами.
  - Марка с надпечаткой самолёта  (ЦФА [АО «Марка»] № 59) (Mi #200 x) серии РСФСР 1922 года «5-летие Великой Октябрьской социалистической революции» печаталась на листе из двух марочных листов:
    - 50 экз. в листе с вертикальным расположением полулистов (по 25 экз.)[15];
    - листы: (10 × 5), бл. (5 × 5), разделенные горизонтальной дорожкой[16];
    - 50 шт.: два полулиста по 25 (5 × 5) шт., разделенных горизонтальной дорожкой[17];
    - лист (5 × 5 + 5 × 5)[18].

  - Марки серии СССР 1926 года «Шестой международный конгресс пролетарских эсперантистов»  (ЦФА [АО «Марка»] № 243—244) (Mi #311—312) печатались на типографских листах из двух марочных, а также в виде малых листов, считающихся первыми малыми листами СССР:
    - листы: гр. (8 × 5), сигнальные листы (2 × 5)[16];
    - в листах по 80 шт., разделенных вертикальной дорожкой на группы по 40 (8 × 5) шт. / 80: 2 × 40 (8 × 5), малые (сигнальные) листы по 10 (2 × 5) шт.[17];
    - лист (8 × 5 + 8 × 5) и кляйнбоген (2 × 5)[18].
- Марки разных форм. При измерении величины листов с треугольными и ромбическими марками возникают некоторые трудности. Перед подсчетом длины рядов и их количества (а также местоположения отдельных марок в листе) лист с квадратными ромбами (то есть квадратами, поставленными на угол) и/или с равнобедренными прямоугольными треугольниками следует повернуть из стандартного положения вправо или влево на 45°. Обычно лист поворачивается по часовой стрелке (вправо)[4]. Марки из правильных (или почти правильных) треугольников и трапециевидные марки подсчитываются обычным порядком. Как подсчитываются марки шестиугольной формы, неизвестно.

### Виды типографского листа

#### Части типографского листа
Как уже было сказано выше, первые типографские листы состояли из одного марочного листа, как и самый первый типографский лист, вышедший в Великобритании в 1840 году с маркой «Черный пенни». Затем стали появляться типографские листы, состоящие из нескольких марочных листов. Можно найти специальные названия для таких типографских и марочных листов.
Сплошной лист (лист без дорожек) — типографский лист, состоящий из одного марочного листа. Термин встречается, например, при описании третьего стандартного выпуска почтовых марок РСФСР 1922—1923 годов выпуска.
Четверть (¼) листа — один из четырёх марочных листов типографского листа. Там же.
Полулист — один из двух марочных листов типографского листа. Описан выше.

#### Большой типографский лист

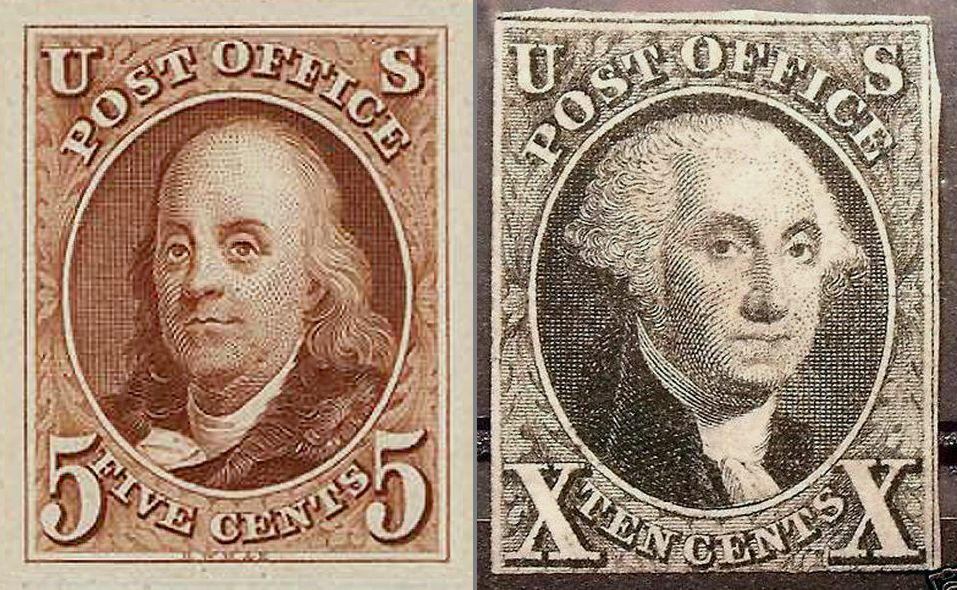

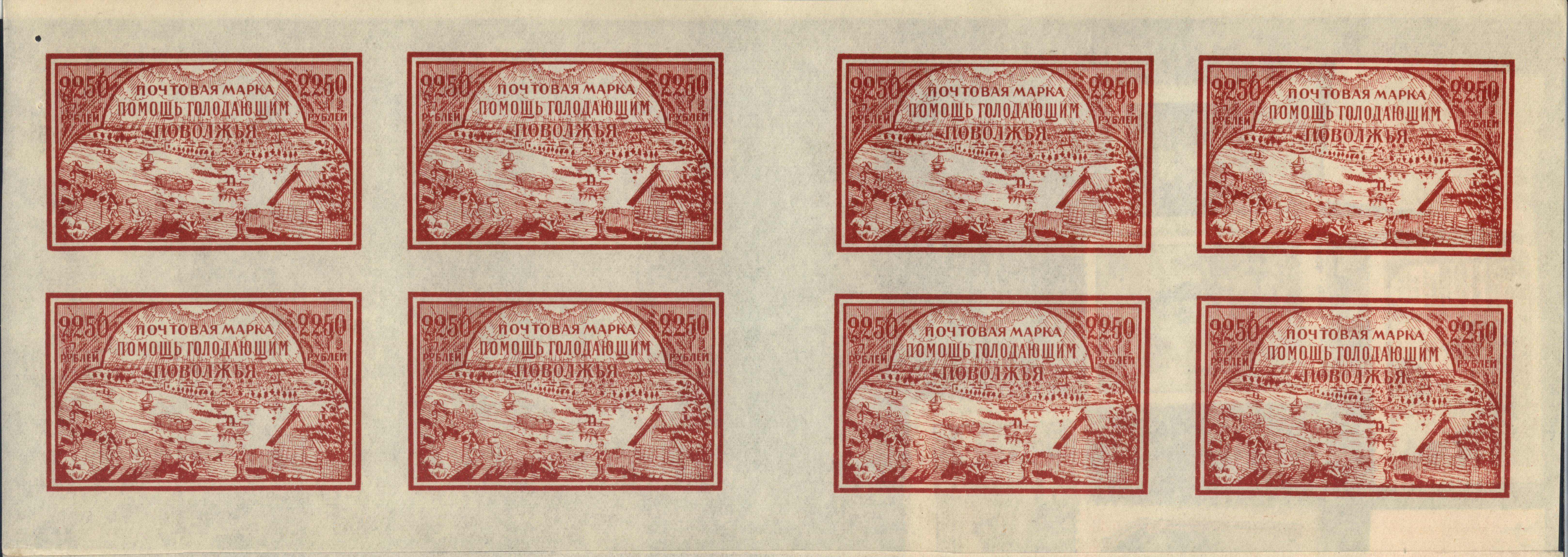

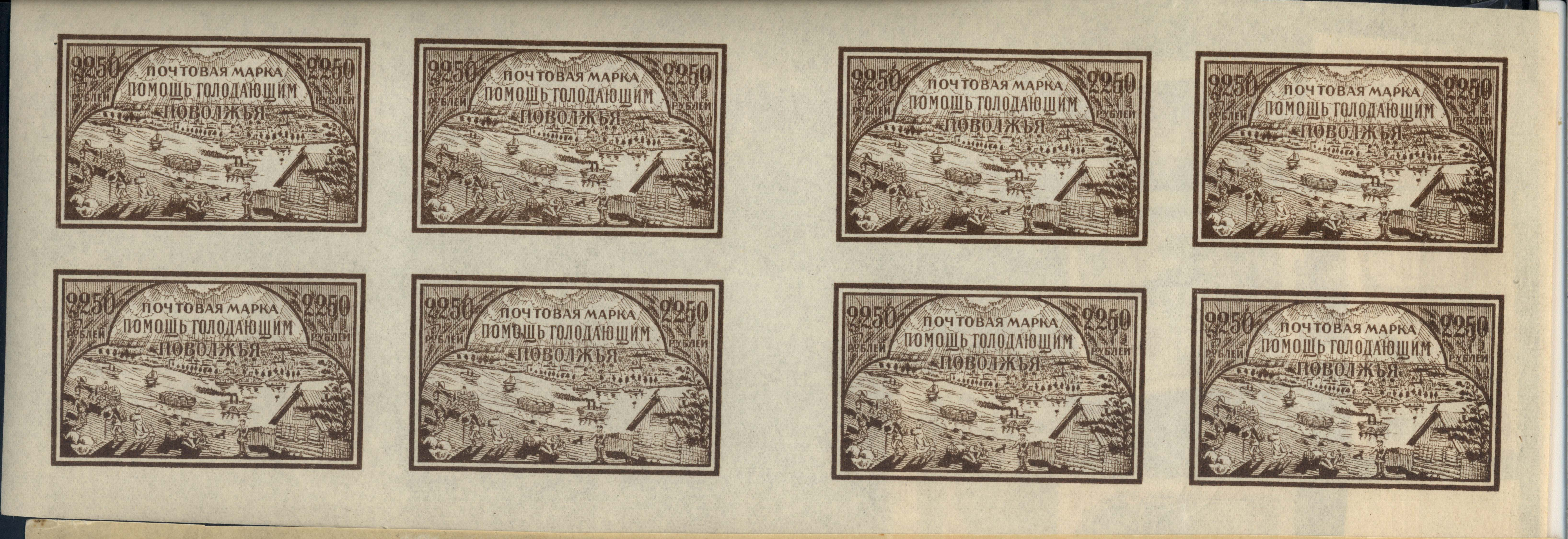

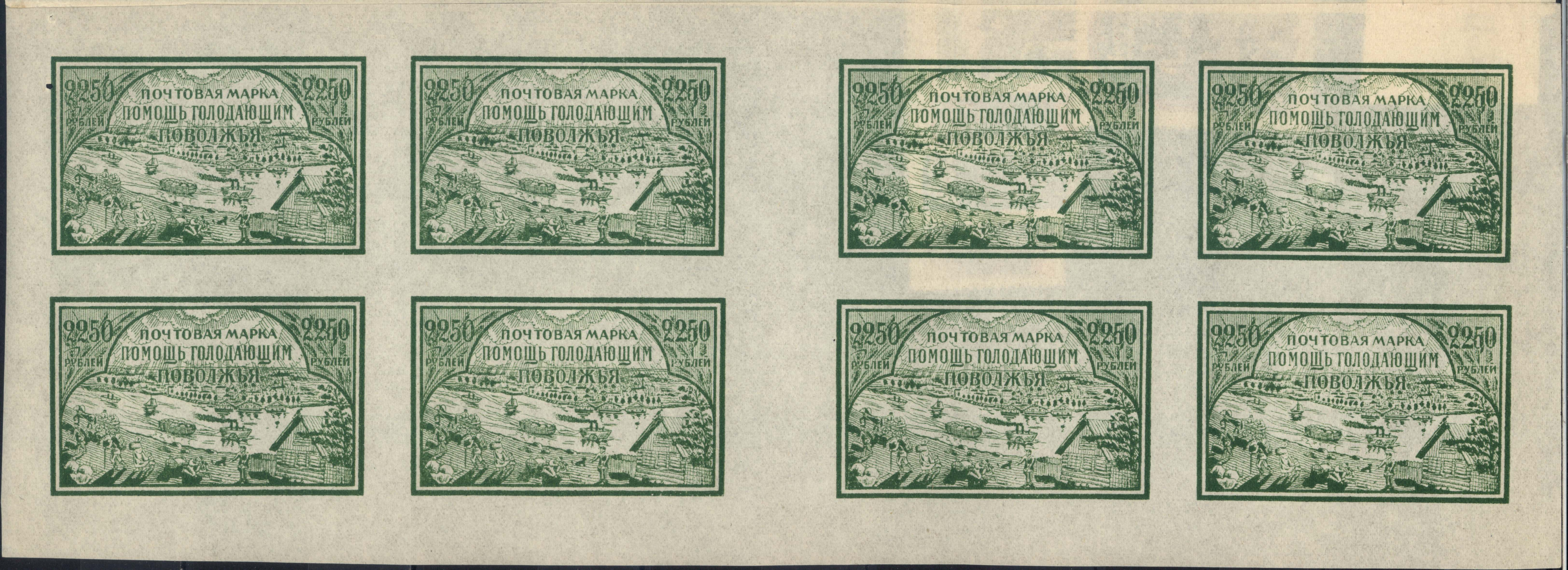

Большой лист, или большой типографский лист — типографский лист, состоящий из двух или более марочных листов. Вдоль дорожек и в центре листа образуются интересные блоки: сцепки c дорожкой и квартблок с двумя дорожками — большой сердечник. Если большой типографский лист поступает в продажу, то тогда его можно назвать также большим марочным листом во втором смысле; первый смысл этого термина описан ниже.
Не следует путать большой типографский лист с большим марочным листом (см. ниже).
Согласно имеющимся данным, представленным ниже в таблице[^], первый большой типографский лист 200 (100 + 100) появился в США в 1847 году вместе с выходом первой государственной марки США (Mi #1; Sc #1). Эта марка показана на иллюстрации справа[≡] вместе со второй маркой США, вышедшей в тот же год.
На иллюстрации справа[^] показаны сканы трех реальных самых маленьких больших типографских листов 8 (2 × 2 + 2 × 2), выпущенных РСФСР 31 декабря 1921 году с марками в помощь голодающим Поволжья (ЦФА [АО «Марка»] № 29—31) (Mi #166—168; Sc #B14—B16). Эти типографские листы фактически состоят из с двух малых листов РСФСР, но каталоги и словари об этом умалчивают.
На иллюстрации выше[≡] показан типичный старый большой типографский лист. Ниже представлены ещё три больших типографских листа:
- с двумя малыми листами[^];
- с двумя блоками[^];
- с 9 марочными тетрадками[≡].

### Виды марочного листа
Речь в этом разделе идет исключительно о размерах марочных листов в марках безотносительно к тому, сколько разных типов марочных листов было в марочных выпусках. По этому критерию величины марочный лист бывает следующих трех основных видов.

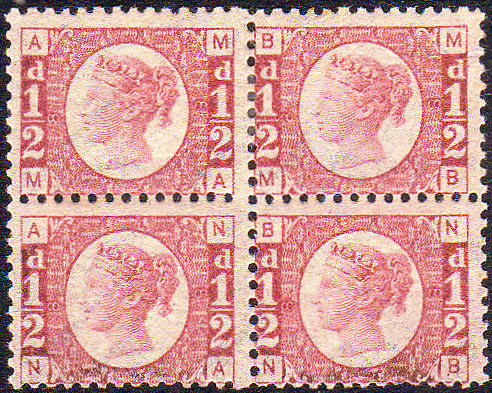

1. Большой лист (больше 100 марок).
2. Малый лист (4—16 марок).
3. Блок (1—16 марок).

#### Большой марочный лист
Первый марочный лист величиной 240, выпущенный в Великобритании в 1840 году и показанный на иллюстрации выше[≡], был большим листом.
Большой лист, или большой марочный лист — марочный лист с сравнительно большим количеством марок, обычно величиной больше 100.
Не следует путать большой марочным лист с большим типографский листом (см. выше).

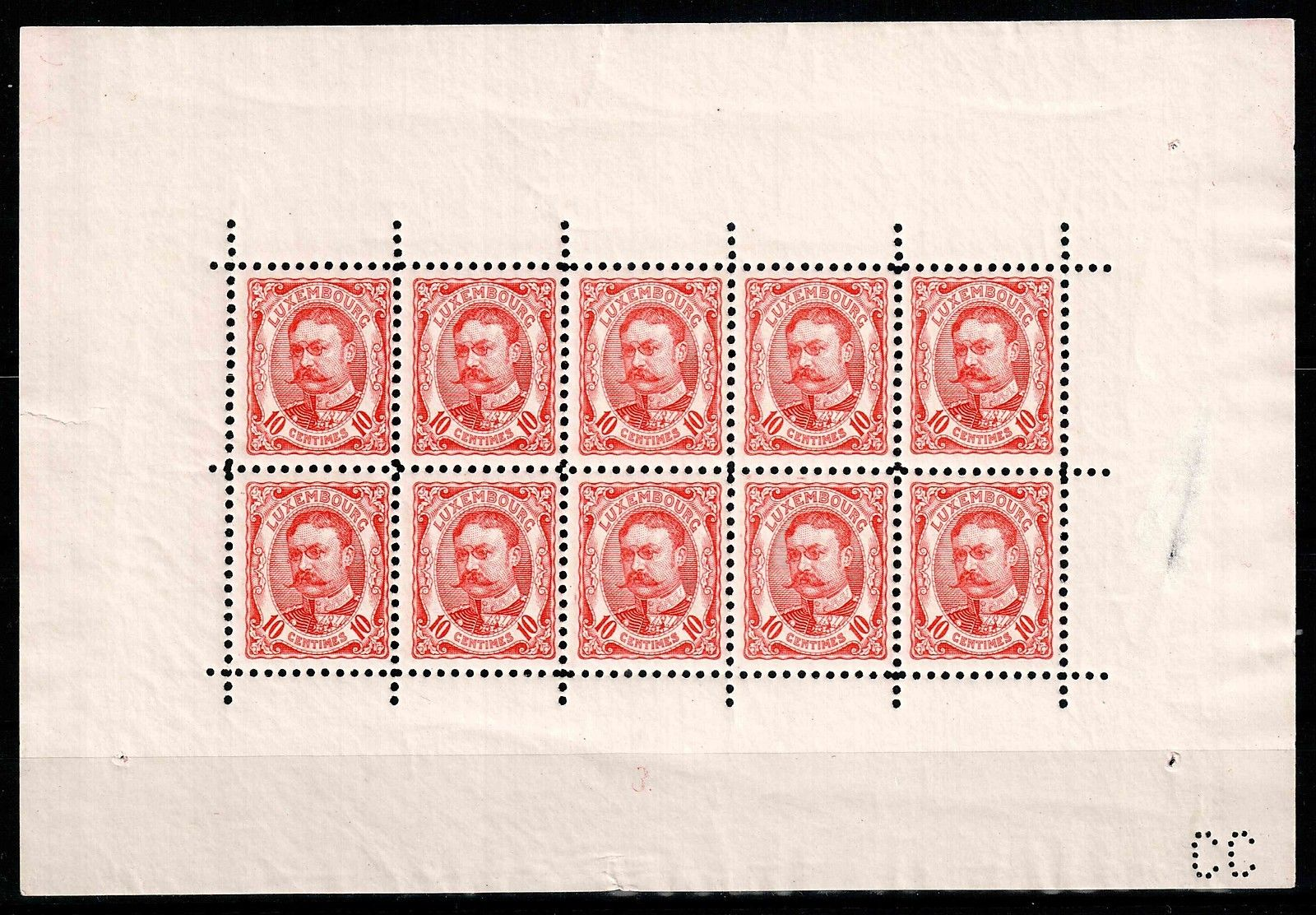

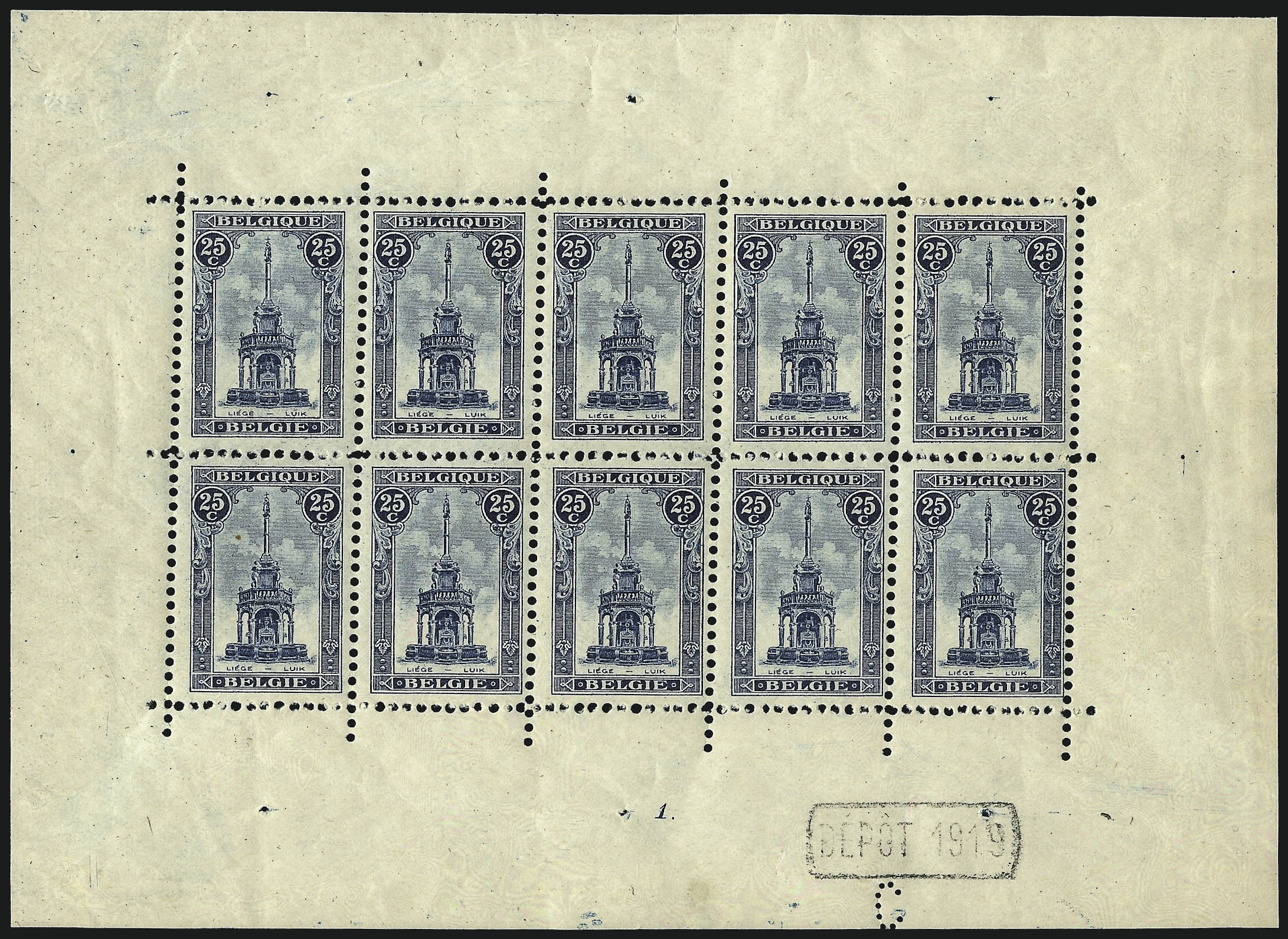

В настоящее время наибольшую величину в 480 (24 × 20) маленьких марок 20 × 16 мм имеет большой марочный лист, выпущенный в Великобритании в 1870 году (Mi #36; Sc #58). На иллюстрации справа[^] показан скан реального квартблока, оторванного от этого листа.

#### Малый лист

Марочный лист, как правило, состоит из 25—400 марок. Как уже было отмечено выше, имеется тенденция к уменьшению размеров марочных листов. Действительно, даты выхода первых листов соответствующего вида следующие:
- первый марочный лист вышел в 1840 году;
- первый малый лист вышел в 1906 году;
- первый блок вышел в 1923 году.

Малый лист — особо малый вид марочного листа с небольшим числом (обычно 4—10—16) почтовых марок, иногда выпускаемого по определённому поводу.
Дата выхода первого типографского листа с малыми листами совпадает с датой выпуска первого малого листа величиной 10 марок  (Mi #72; Sc #82a. Souvenir sheet) в Люксембурге 26 ноября 1906 года. На иллюстрации справа[^] показан скан реального первого марочного листа величиной 10 (5 × 2), на марках которого изображен великий герцог люксембургский Вильгельм IV. Количество малых листов в типографском неизвестно. Формат данного малого листа 157 × 107 мм, размер марки 20,5 × 25 мм, перфорация линейная 11¼ × 11½.
Дата выхода второго типографского листа с малыми листами совпадает с датой выпуска второго малого листа величиной 10 марок (Mi #143 b; Sc #123 c) в Бельгии 19 июля 1919 года. На иллюстрации справа[^] показан скан реального второго марочного листа величиной 10 (5 × 2), на марках которого изображен фонтан «Перрон» в Льеже. Количество малых листов в типографском неизвестно. Формат данного малого листа 155,5 × 112,5 мм, размер марки 22,5 × 31 мм, перфорация линейная 11,5.
В источниках обычно рассказывается о первых почтовых блоках, марочных тетрадках и марочных рулонах, но почти нет упоминаний о первых малых листах. С малыми листами имеются какие-то неизвестные трудности. В единственном основном источнике упоминается первый малый лист, выпущенный в Бельгии в 1920 году, который вовсе не малый, поскольку состоит из 25 марок. О втором малом листе, описанным выше, в каталогах не сказано, что это малый лист, указывается только его величина 10. О первом малом листе России, полный типографский лист которого с двумя малыми листами описан выше, в источниках ничего не говорится, только в каталогах указана его величина 4 (2 × 2).
На иллюстрации справа[^] показана часть типографского листа с двумя малыми листами с беззубцовыми марками (то есть большой лист) Вьетнама 1990 года выпуска (Mi #2120—2125; Sc #2055).
Такой типографский лист сразу разрезался на малые листы, ориентируясь по меткам (в отличие от двухэтапного разрезания типографского листа на блоки, см. ниже).

#### Блок

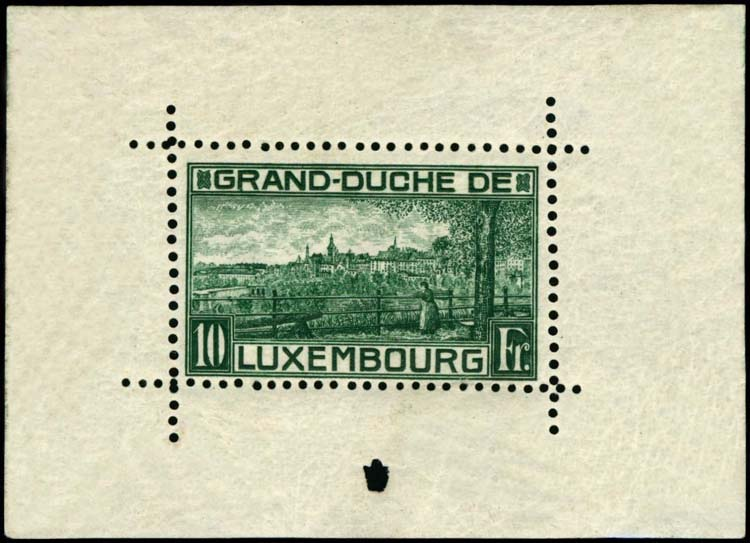

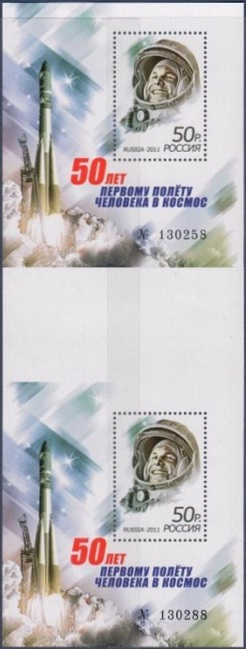

Считается, что малый лист с полями без оформления был предшественником почтового блока.
Почтовый блок — специальная форма марочного листа, напечатанная на небольшом листке с полями. Обычно состоит из 1—6 марок, иногда бывает и большей величины, в среднем 10—15.
Лист блоков — типографский лист, содержащий несколько почтовых блоков и поступивший в продажу в неразрезанном виде. Листы блоков упоминаются в каталогах почтовых марок. Например, в листах из 6 блоков были отпечатаны 6 блоков болгарских выпусков 1979—1980 годов «Игры XXII Олимпиады» (Mi #Block 93, 96, 98, 99, 101, 103) (кстати, обычные серии, состоящие из 6 марок, трех из этих выпусков печатались в типографских листах из 6 марочных листов (6 × (3 × 3)).
Поскольку малые листы принципиально от почтовых блоков не отличаются, то типографский лист, на котором напечатаны малые листы, также можно назвать листом блоков. Кроме того, часть полного листа блоков, на которой остались два или более блоков или малых листов, также могут называть листом блоков.
Время выхода первого в мире листа блоков совпадает с выпуском первого в мире почтового блока Люксембурга (Mi #Block 1) 3 января 1923 года по случаю рождения принцессы Елизаветы. Блок включал одну марку и не имел надписей на полях. Этот почтовый блок показан на иллюстрации справа[^]. Количество почтовых блоков в его типографском листе неизвестно.
На иллюстрации справа[^] показана часть типографского листа с двумя блоками — лист блоков, представляющий собой вертикальную пару почтовых блоков с маркой России 2011 года «Ю. А. Гагарин в гермошлеме» (ЦФА [АО «Марка»] № 1468) (Mi #Block 145; Sc #7260). Блок в листе имеет размеры с полями 80 × 200 мм, что существенно больше размеров одиночного блока 70 × 80 мм.
Получается, что блоки на типографском листе, по крайней мере в данном случае, печатаются с большим запасом полей, которые обрезаются при разрезании типографского листа на секторы — блоки. Сначала типографский лист разрезается на почтовые блоки с лишними полями, и только потом эти заготовки обрезаются до заявленного формата (в отличие от простого разрезания типографского листа на малые, см. выше).

## Лист с тетрадными секторами

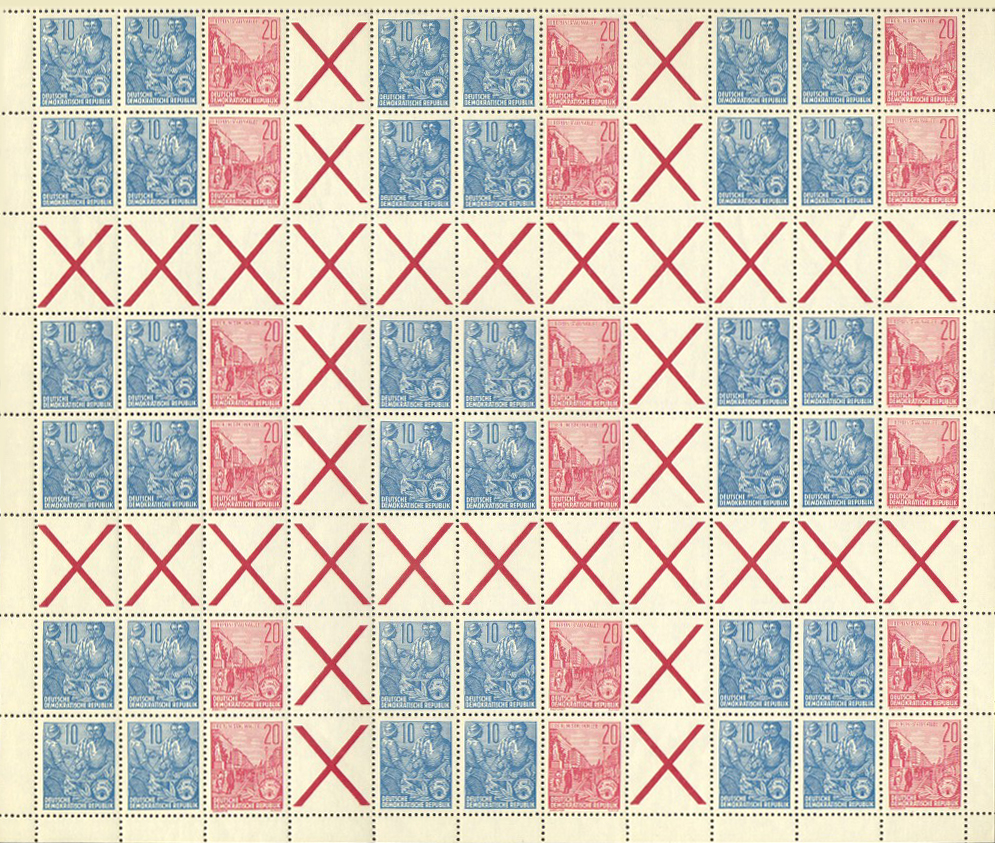

### Описание
Лист с тетрадными секторами (с блоками, или с листками) (англ. Booklet sheet, нем. Markenheftchenbogen, MHB) — типографский лист почтовых марок в неразрезанном виде, на котором отпечатаны листки (блоки, секторы) марочных тетрадок (буклетов).
На иллюстрации справа[≡] представлен целый лист с тетрадными секторами. На листе секторами являются листы марочных тетрадок почтовых марок ГДР 1955 или 1957 года. На дорожках напечатаны Андреевские кресты (бургундские кресты).
Отдельные части тетрадного листа, на которые он может быть разрезан, но содержащие не менее двух листков марочных тетрадок, также называются листами c тетрадными секторами.
С листком марочной тетрадки связано 4 размера. Кроме геометрического размера — формата листка марочной тетрадки в мм — встречаются ещё три размера-величины:
- количество листков марочной тетрадки в типографском листе;
- количество марочных мест в листке марочной тетрадки;
- количество листков марочной тетрадки в марочной тетрадке.

### Тетрадный блок
Листок марочной тетрадки, или тетрадный блок — листок обычно с 4—10 одинаковыми или разными тетрадными марками (тетрадными марочными местами), состоящий из одного или двух рядов.
Обычно лист с тетрадными секторами состоит из 2—30 (6—12) листков марочной тетрадки. Разделительные поля (дорожки) листков с тетрадными секторами могут быть украшением этих листков. На этих полях могут печатать штриховые полоски, обычно разрезаемые при разделении всего листа на листки (блоки). Также на полях и пустых марочных местах может печататься андреевский крест (бургундский крест) или объявления и реклама.
Листы марочных тетрадок обычно имеют формат 19 × 7 см и служат для удобного хранения большого количества универсальных марок.

### Марочная тетрадка
Марочная тетрадка (блок-книжка, или пачка, или буклет) — обычно 2—9 (2—4, 2—9) сброшюрованных листков марочной тетрадки. Иногда листы марочных тетрадок отрывают от обычных марочных листов, поля которых используются для брошюровки в тетрадки. В последнее время марочные тетрадки продаются в почтовых автоматах.

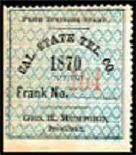

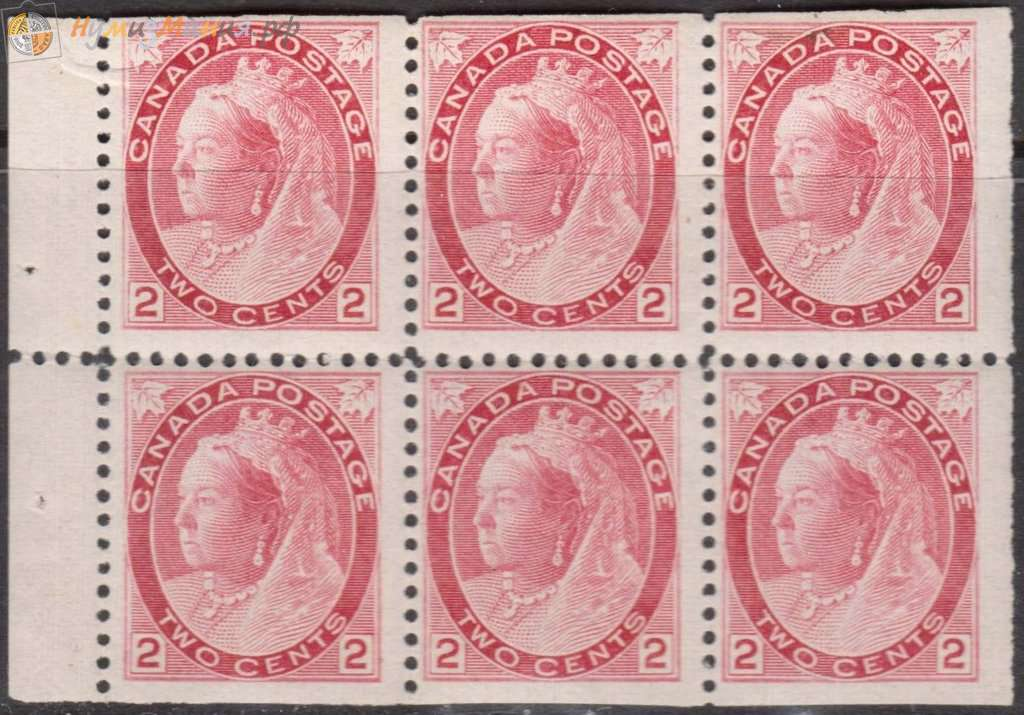

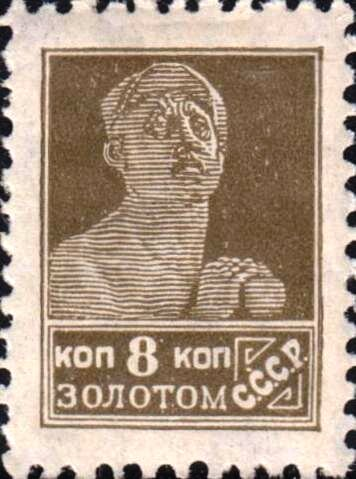

Выход марочной тетрадки сопровождается, естественно, производством листа с тетрадными секторами. Если, конечно, листки марочной тетрадки не отделяются от обычного марочного листа.
Сведения, имеющиеся в филателистических словарях о первых марочных тетрадках, достаточно противоречивы. Проверка по каталогам марок показала следующее. Первые марочные тетрадки вышли с телеграфными марками США, в то время было 16 телеграфных компаний, выпускающих телеграфные марки, и многие из них выпускали марки только в виде буклетов. Самый первый буклет с блоками из шести телеграфных марок (Sc #5T1) выпустила Калифорнийская государственная телеграфная компания (California State Telegraph Company) в 1870 году. На иллюстрации справа[≡] показана эта самая первая тетрадная телеграфная марка.
Первый буклет из обычных стандартных марок считается выпущенной в Канаде 11 июня 1900 года (Mi #MH 0-1; Sc #77 b Booklet pane) со стандартной маркой (Mi #65 II E, 65 II F; Sc #77 b). На иллюстрации справа[≡] показан скан реального листка этой марочной тетрадки из 6 марок со следами от скрепки.
В России по две первые марочные тетрадки вышли в 1910 году в Петербурге (из 5 и 9 листков соответственно) (Ляпин #РБ1—РБ2) (Mi #MH1a—MH2a) и в Москве (также из 5 и 9 листков соответственно) (Ляпин #РБ3—РБ4) (Mi #MH1b—MH2b). На иллюстрации справа[≡] показаны сканы трех марок 18-го стандарта (19-го общегосударственного выпуска) Российской империи (Соловьев #64, 66, 69; Ляпин #80, 82, 85)  (Mi #63 I Aa, 65 I Aa, 68 I A; Sc #73, 75, 78), которые входили в эти четыре марочные тетрадки. Марочные листки этих тетрадок были шестиблоками, оторванными от обычных марочных листов. Ниже[≡] показаны сканы реальных обеих обложек и трех разных листков первой марочной тетрадки России.
В СССР первая марочная тетрадка вышла в 1925 году в Воронеже. На иллюстрации справа[≡] показан скан марки (ЦФА [АО «Марка»] № 156) (Ляпин #177)  (Mi #278 I A X; Sc #311) из 5-го выпуска «Золотого стандарта», которая входила в эту тетрадку. Четыре марочных листка этой тетрадки были восьмиблоками, оторванными от обычного марочного листа.
| - Обложка - Задняя обложка                      |
| - Листок по 1к. - Листок по 3к. - Листок по 7к. |

## Ротационный лист

### Описание
Ротационный лист, точнее, рулонный марочный лист — типографский лист почтовых марок в неразрезанном виде, на котором отпечатаны марочные рулонные полоски (шириной в одну марку).
Ротационный лист обычно состоит из нескольких марочных рулонных полосок, но может состоять и из одной. Часть полного ротационного листа, состоящую из двух или более марочных рулонов, также называют ротационным листом.
При изготовлении ротационных марочных листов «бесконечная» печатная лента, отпечатанная на рулонной ротационной машине, сначала разрезается в типографии на ротационные листы, и только потом (а не наоборот, иначе ротационного листа не получится, а получатся сначала однополосные «бесконечные» рулоны) такие листы разделяются на марочные рулонные полоски.

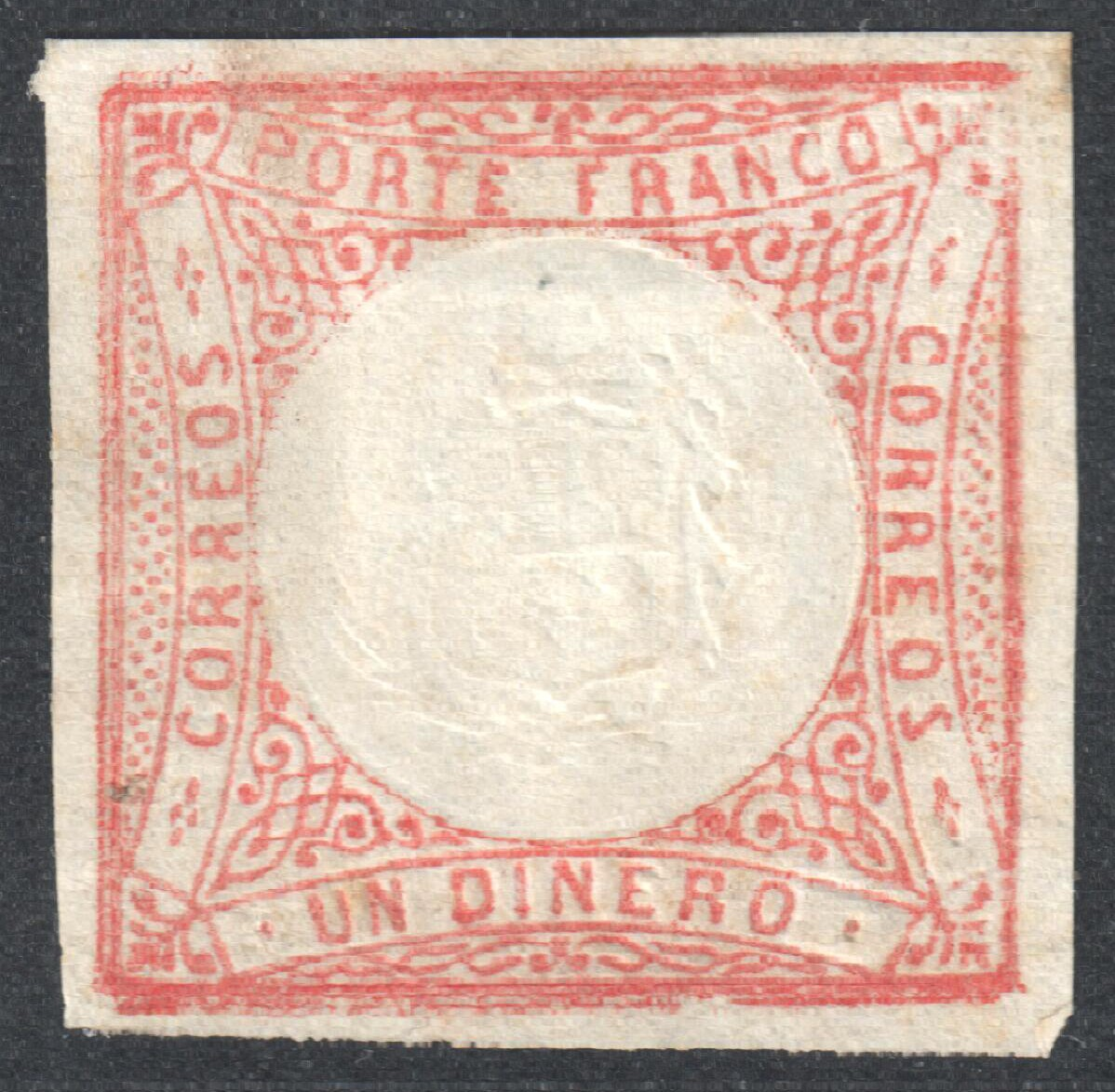

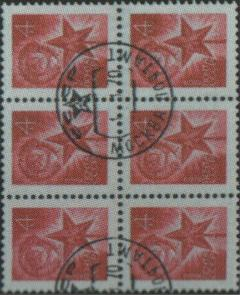

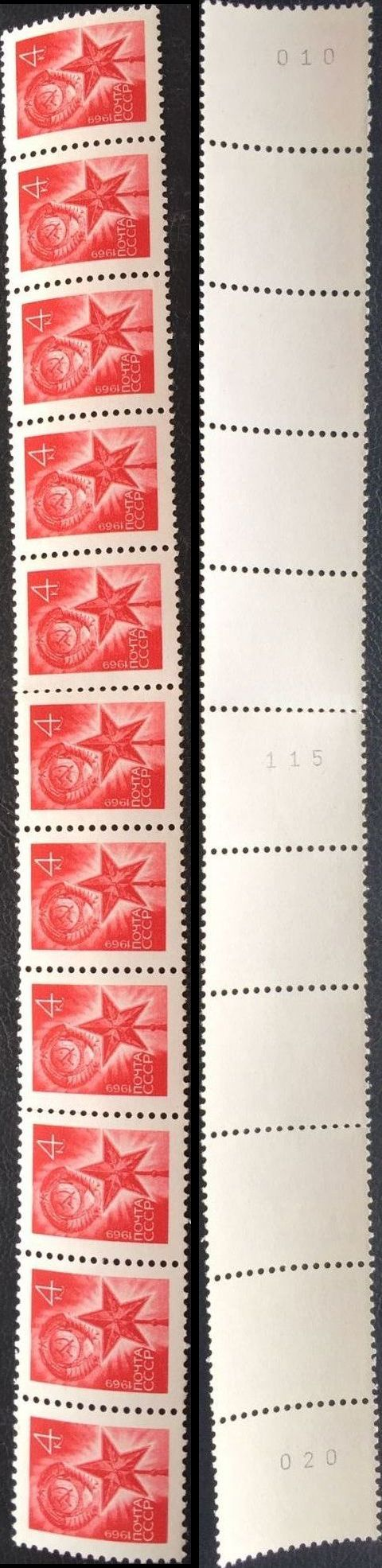

### Марочный рулон
Марочная рулонная полоска — одномарочная полоска, которая отделена от ротационного марочного листа.
Марочный рулон — марочная рулонная полоска, смотанная в рулон и предназначенная для продажи рулонных марок через автоматы и оптовых потребителей.
Марочный рулон состоит обычно из 100 рулонных марок (как правило, стандартных) с высоким номиналом или 500—5000 марок с низким номиналом.
Первые марочные рулоны склеивались из полосок, отделенных от марочных листов. Сейчас марочные рулоны изготавляваются двумя способами.
- Специальная машина отделяет от ротационного листа несколько марочных рулонных полосок (ленты) и сматывает их в марочные рулоны[49].
- Если ротационный лист был напечатан в виде одной — двух[46][47][49][50][51] марочных рулонных полосок, то такая печать называется ролевой печатью на ролевых машинах[44][49][50][51].

Затем марочные рулоны продаются через торговые почтовые автоматы, а также оптовым потребителям.
Выпуск рулонной марки в любом случае сопровождается, естественно, производством рулонных марочных листов, состоящих хотя бы и из одной одномарочной полоски.
Впервые рулонная марка появилась в Перу в 1862 году (Mi #10; Sc #10), но эта марка продавалась через почтовые окна, а не почтовыми автоматами. Скан этой марки показан на иллюстрации справа[^].
Для доказательства того, что марка действительно рулонная, коллекционеры собирают 11-кратные полоски этих марок.
Одиннадцатикратная полоска — полоска из 11 марок, отделенная от марочного рулона или даже ротационного марочного листа. Поскольку почтовые листы обычно имеют не более 10 рядов марок, 11-кратная полоска служит доказательством того, что она действительно из ротационного марочного листа, а не из обычного типографского.
Рулонная марка была выпущена в СССР единственный раз в 1969 году, это была стандартная марка (ЦФА [АО «Марка»] № 3825) из 11-го стандартного выпуска. Марочные рулоны в виде горизонтальных полосок содержали по 1000 марок, причем на каждой пятой на обороте на клеевом слое были проставлены трехзначные и четырёхзначные порядковые контрольные номера от 0005 до 5000. Эта рулонная марка продавалась не только через почтовые автоматы, но также и в почтовых окнах.
Поскольку существует вертикальная тройка этой марки, то в ротационном марочном листе было не менее трех марочных рулонных полосок. На иллюстрации справа[^] показан шестиблок этой рулонной марки, составленный из двух рулонных полосок длиной три.
На иллюстрации справа[^] представлены фотографии 11-кратной полоски рулонной марки СССР и её клеевого оборота. На обороте видны три порядковых контрольных номера 010, 115 и 020: налицо сбой нумератора.
Иногда отрицают существование типографского (ротационного) листа в случае рулонных марок.

## Перфорационный лист
Как уже было отмечено выше, размером, или величиной, типографского листа называется размер листа, задаваемые не его геометрией, а количеством марочных мест на нём. Выше было сказано, что геометрический вид и размер обычного типографского листа определяется величиной печатной формы типографской машины. Однако эта зависимость не столь жёсткая, как может показаться.
Перфорационный лист — определённое количество и конфигурация марочных мест, отперфорированное в типографии на типографском листе Перфорационной машиной в соответствии со своими техническими возможностями.
Размеры перфорационного листа могут не совпадать с размерами ни типографского, ни марочного листа. Например, в случае выпуска Баварии 1911 года с портретом принца-регента Луитпольда, серия «90-летие принца-регента Луитпольда», применялись следующие три варианта размеров типографских, перфорационных и марочных листов:
- для марок номиналами от 3 до 25 пфеннигов (Mi #76—80) размер печатного листа — 400, перфорационного — 200, марочного — 100;
- для номиналов от 30 до 80 пфеннигов (Mi #81—85) размер печатного листа — 400 или 200, перфорационного — 200, марочного — 100;
- для номиналов от 1 до 20 марок (Mi #86—91) размер печатного и перфорационного листа — 80, марочного — 20[56].

Каждому из этих трех случаев соответствовали почтовые марки разных номиналов, но одного рисунка и размера. На иллюстрации справа[≡] показаны сканы соответствующих марок серии, дающих примерное представление о сравнительных размерах марок и их рисунках.

## Типографские листы из разных марочных
Довольно часто встречаются марочные листы, состоящие из разных марок: марок разных рисунков (номиналов, цветов) и, может быть, купонов. Такие марочные листы называются комбинированными. Гораздо реже встречаются типографские листы, состоящие из марочных листов, которые отличаются друг от друга марками. Такие типографски листы относятся, конечно, к большим листам. В каталогах можно найти два следующих типа таких типографских листов с марочными листами, отличающихся своими марками.
1. Большой типографский лист включает несколько разных марок одной серии и каждый его марочный лист состоит из марок только одного вида, но марки серии имеют разный размер.
2. Большой типографский лист включает марки разных серий.

### Марки разного формата одной серии
Пожалуй, самый редкий вид типографских листов. В качестве примера можно привести большие типографские листы серии местного выпуска почтово-налоговых марок РСФСР 1922 года «Юго-Восток — голодающим» (ЦФА [АО «Марка»] № М1—М4) (Mi #1—4; Sc #B30—B33). То, что либо все марки серии, либо хотя бы по две разные марки печатались на одном листе, следует из того, что имеются реальные пары-сцепки, состоящие из разных марок. Ниже[^] на иллюстрации показаны сканы реальных квартблоков марок этой серии: три квартблока прямоугольных марок разных форматов и один квартблок треугольной марки, марка в виде почти правильного равнобедренного треугольника.
| Квартблоки серии «Юго-Восток — голодающим». РСФСР (1922)[≡] | Квартблоки серии «Юго-Восток — голодающим». РСФСР (1922)[≡] | Квартблоки серии «Юго-Восток — голодающим». РСФСР (1922)[≡] | Квартблоки серии «Юго-Восток — голодающим». РСФСР (1922)[≡] |
| ----------------------------------------------------------- | ----------------------------------------------------------- | ----------------------------------------------------------- | ----------------------------------------------------------- |
|                                                             |                                                             |                                                             |                                                             |

### Марки разных серий

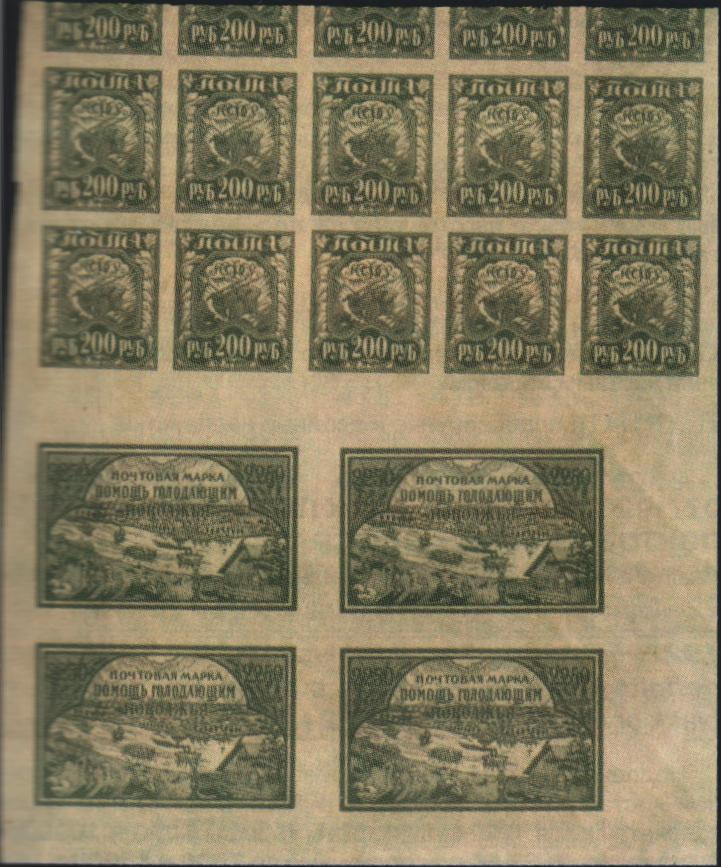

Типографские листы с марками разных серий получаются, когда на полях типографских листов с марками одной серии допечатывают марки другой серии. Марки, которые никогда не печатались отдельно, а допечатывались на листах марок другой серии, выпущены, например, РСФСР 31 декабря 1921 года в серии «Голодающим Поволжья» (ЦФА [АО «Марка»] № 28—31) (Mi #165—168; Sc #B14—B17). После печати такие двухсерийные типографские листы обычно разрезались на отдельные типографские листы по сериям и распространялись, за редкими исключениями, отдельно. Одно из таких исключений показано на иллюстрации справа[^], где на типографском листе находятся одновременно марка допечатанной серии (ЦФА [АО «Марка»] № 30) (Mi #166; Sc #B16) (4 штуки внизу) и марка основной (ЦФА [АО «Марка»] № 9) (Mi #157; Sc #182) (в середине и выше, часть листа не показана).

## Первые марки и типографские листы
Ниже представлена таблица, в которой собрана имеющаяся в источниках информация о первых марках и их типографских листах. В таблице приведены годы с 1840 по 1849. Начиная с 1950 года выпуск марок принимает массовый характер: в 1950 году только начали выпускать марки 10 стран. Согласно таблице, первый большой типографский лист появился в США в 1847 году. А большие марочные листы выпускала только одна Великобритания.
| Страна                | Номер марки        | Номер марки        | Номер марки   | Номер марки        | Размер листа    |
| --------------------- | ------------------ | ------------------ | ------------- | ------------------ | --------------- |
| Страна                | Michel             | Scott              | Gibbons       | Yvert              | Размер листа    |
| 1840—1841             |                    |                    |               |                    |                 |
| Великобритания        | 1—4                | 1—4                | 2, 5, 8, 14   | 1—4                | 240             |
| 1842                  |                    |                    |               |                    |                 |
| Марок нет             |                    |                    |               |                    |                 |
| 1843                  |                    |                    |               |                    |                 |
| Бразилия              | 1—3                | 1—3                | 4—6           | 1—3                | ?               |
| Кантон Женева         | 1                  | 2L1                | —             | 1                  | 50              |
| Кантон Цюрих          | 1—2                | 1L1—1L2            | —             | 9—10               | 100             |
| 1844                  |                    |                    |               |                    |                 |
| Бразилия              | 5—7                | 8—10               | 118, 128, 138 | 5—7                | ?               |
| 1845                  |                    |                    |               |                    |                 |
| Кантон Базель         | 1                  | 3L1                | —             | 8                  | 40              |
| Бразилия              | 8—10               | 11—13              | 148, 158, 168 | 8—10               | ?               |
| Кантон Женева         | 3                  | 2L2                | —             | 2                  | 100             |
| США (почтмейстеры)    | От 0 до нескольких | От 0 до нескольких | —             | От 0 до нескольких | 6, 12 и 40      |
| 1846                  |                    |                    |               |                    |                 |
| Бразилия              | 4                  | 7                  | 108           | 4                  | ?               |
| США (почтмейстеры)    | От 0 до нескольких | От 0 до нескольких | —             | От 0 до нескольких | 6, 10 и 40      |
| 1847                  |                    |                    |               |                    |                 |
| Великобритания        | 7                  | 5                  | 54            | 7                  | ?               |
| Кантон Женева         | 4                  | 2L3                | —             | 3                  | 100             |
| Маврикий              | 1—2                | 1—2                | 1—2           | 1—2                | ?               |
| США (почтмейстеры)    | От 0 до нескольких | От 0 до нескольких | —             | От 0 до нескольких | 6               |
| США (правительство)   | 1—2                | 1—2                | 1—2           | 1—2                | 200 (100 + 100) |
| Тринидад              | 1                  | Без номера         | 1             | 1                  | ?               |
| 1848                  |                    |                    |               |                    |                 |
| Бермуды (почтмейстер) | I                  | X1                 | O1            | 1                  | ?               |
| Великобритания        | 6                  | 6                  | 57            | 6                  | ?               |
| Кантон Женева         | 5                  | 2L4                | —             | 3A                 | ?               |
| Маврикий              | 3—4                | 3—6                | 4—5           | 3—4                | ?               |
| 1849                  |                    |                    |               |                    |                 |
| Бермуды (почтмейстер) | I                  | X1                 | O2            | 1                  | ?               |
| Бавария               | 1—2, 4             | 1—3                | 1, 3, 7       | 1—3                | 90 (45 + 45)    |
| Бельгия               | 1—2, 5             | 1—2, 5             | 1, 2a, ?      | 1—2, 5             | 200 (100 + 100) |
| Бразилия              | 12                 | 22                 | 18A           | 12                 | ?               |
| Кантон Женева         | GAA1               | —                  | —             | 4                  | ?               |
| Франция               | 3, 6—7             | 3, 8—9             | 6, 17, 19     | 3, 6—7             | 300 (150 + 150) |
| Швейцария             | 1                  | 2L5                | —             | 5                  | 100             |